# 桜井天体
桜井天体（さくらいてんたい、Sakurai's Object）は、いて座の天体である。1996年にこの天体を発見した日本人アマチュア天文学者の櫻井幸夫の名前から名付けられた。桜井天体は、以前に白色矮星となっていた天体が、後期熱パルス（ヘリウム殻フラッシュ）の結果、膨張して赤色巨星になったと考えられている。後期熱パルスは白色矮星の段階で起こり、漸近巨星分枝星（AGB星）に戻る。このような天体は数個しか観測されていないが、水素が欠乏し、ヘリウムやその他の金属が豊富な状態になる。このような天体は、最終的にヘリウムの豊富な白色矮星になると考えられる。漸近巨星分枝の後期熱パルス (late thermal pulse, LTP) の段階にあると考えられている。
桜井天体は、1919年に発見されたわし座V605星とともに、後期熱パルスの高光度の段階にある2つの恒星のうちの1つである。その他、や座FG星等のいくつかの恒星も「再燃焼」の段階にあるのではないかと疑われている。

## 観測史
1996年2月23日に配信された国際天文学連合回報で、アマチュア天文家の櫻井幸夫が「ゆっくりと進行する新星の可能性がある天体 (possible 'slow'  nova) 」を発見したことを、日本人天文学者の中野主一が報告した。この中で、櫻井が1993年から1994年に撮ったフィルムにも、1931年から1950年にかけてのハーバード・スミソニアン天体物理学センターの記録にもこの天体が全く見られないにもかかわらず、1995年1月から1996年2月にかけて徐々に明るくなっていることが報告されている。また、この回報の中でヨーロッパ南天天文台のステファノ・ベネッティとヒルマー・デュルベックらは「アウトバーストの振幅と光度曲線は、この天体が遅い新星、あるいは共生新星であることを示唆しているが、増光した1年後に明確な輝線を欠くのは非常に珍しい」としている。
最初の報告の後、デュルベックらは、櫻井が観測した「最後のヘリウムフラッシュの可能性がある天体」（‘possible final helium flash’）についての論文を発表した。その中で彼らは、桜井天体の位置は1976年に発見された21等級の暗い天体の位置に相当するとし、1994年から1996年に再び観測された時に11から15等級まで明るくなったとした。測定された流束、角直径、星雲の質量等の解析によって、5.5キロパーセクという距離や38太陽光度という光度が決定された。専門家は、この値は見かけやモデル予測とも合致するが、この領域の爆発の明るさは3,100太陽光度で、予測より3倍も低いことを指摘した。
最初の赤外線観測については、1998年に近赤外と遠赤外の両方の分光画像が公開された。集められたデータは、桜井天体の増光がモデルの予測どおりであることを示し、~680Kの温度の星周塵が存在することが発見された。さらに2000年に公開されたイギリス赤外線望遠鏡による赤外線のデータから、吸収線の変化の発見について議論された。

## 性質
桜井天体は、漸近巨星分枝後の恒星に分類され、白色矮星が冷却される短い期間の後、ヘリウム殻フラッシュ（後期熱パルスとしても知られる）の段階にある。質量は、約0.6太陽質量であると考えられている。

### 塵の雲
1998年後半、光学的に深い塵の殻が桜井天体を隠して恒星の光度が急激に低下し、1999年まで可視光波長での観測ができなくなった。赤外線観測では、恒星の周りの塵の雲は主にアモルファス形の炭素であることが明らかとなった。2009年、塵の殻はかなり非対称で、円盤の主軸は134°の方向を向いており、傾斜角は約75°であることが発見された。この円盤は、発生源の温度が急速に低下しているため、より不透明になると考えられている。

### 惑星状星雲
桜井天体は、約8,300年前の恒星の赤色巨星段階で形成された惑星状星雲に囲まれている。この星雲の直径は44秒で、拡大速度はおよそ秒速32 キロメートルであることが示された。